# TIGR
TIGR (1927. – 1941.) (kratica za: Trst, Istra, Gorica i Rijeka) je prva europska antifašistička organizacija, narodni pokret otpora kojeg su osnovali Slovenci i Hrvati, a koji je 1920-ih i 1930-ih izveo više od 100 oružanih akcija u Trstu i njegovoj okolici, boreći se za vraćanje okupiranih zapadnih slovenskih zemalja (Primorje) matici zemlji, te također za pripajanje Istre i Rijeke Hrvatskoj.
TIGR je osnovan kako bi pokušao činima terora djelovati protiv nositelja terora fašističke države, koji su na područjima nastanjenima Slovencima i Hrvata djelovali još grublje nego drugdje u fašističkoj Italiji toga doba.
Mnogi članovi TIGR-a bili su povezani s jugoslavenskim i britanskim obavještajnim službama i većina ih je bila vojno obučena. Organizacija nije bila pozvana da se priključi Oslobodilačkoj Fronti Slovenaca (OF - Osvobodilna Fronta) 1941., no mnogi članovi pokreta 1943., nakon kapitulacije Italije, pridružili su se pojedinačno slovenskim partizanskim brigadama, osobito Prekomorskim brigadama.
Član TIGR-a bio je i znameniti Vladimir Gortan, hrvatski domoljub i antifašist iz Istre koji je 1929. godine osuđen na smrt u Rimu i potom strijeljan u Puli. Po njemu su za vrijeme II. svjetskog rata nazvane neke partizanske jedinice iz Istre, a potom mnoga poduzeća i ustanove - te i danas po njemu nose ime ulice i škole po raznim mjestima u Istri, ali i Rijeci i Zagrebu.
1930. godine talijanska fašistička policija otkrila je neke od TIGR-ovih jedinica i četiri člana (Ferdo Bidovec, Fran Marušič, Zvonimir Miloš i Alojzij Valenčić) su uhvaćena i pogubljena u Bazovici. Kada je Mussolini posjetio Kobarid 1938., neki članovi pokreta planirali su atentat na njega, no to se nije ostvarilo. 1941. godine devet članova pokreta osuđeno je za špijunažu i terorizam, petorica od njih (Pinko Tomažič, Viktor Bobek, Ivan Ivančič, Simon Kos i Ivan Vadnal) također su pogubljeni u Opčinama. Iako je organizacija kasnije prestala djelovati, Komunistička Partija Slovenije (KPS) strogo je nadgledala neke od članova TIGR-a.
Na području hrvatske Istre, predstavnici Komunističke partije Hrvatske od ožujka 1942. godine stupaju u kontakt s članovima TIGR-a Vjekoslavom Ladavcom, Živkom Gortanom i Viktorom Baćcem, za čiju se pripadnost TIGR-u znalo s obzirom na to da su zbog toga bili suđeni na talijanskim sudovima. Komunist Ljubo Drndić uredno prenosi da su ti članovi TIGR-a bili spremni na borbu protiv fašista, ali su o komunistima i njihovoj ideologiji - o kojoj su saznali iz iskustava s talijanskim komunistima - imali negativan stav. Ipak su se odlučili pridružiti Narodnooslobodilačkom pokretu kojega su predvodili komunisti, jer su ocijenili da su se hrvatski komunisti doista spremni boriti za sjedinjenje Istre s Hrvatskom. Potom su ti "Gortanovci" u partizanima obnašali važne dužnosti. Asocijacija s antifašističkom djelatnošću TIGR-a ("s Gortanovcima") je partizanima bila važna, pa je od prvih dragovoljaca koji su se pridružili Drugom primorsko-goranskom odredu na Risnjaku u Gorskom kotaru formirana u kolovozu 1942. god. Prva istarska četa "Vladimir Gortan", a prva veća formacija NOVJ na području Istre formira se u rujnu 1943. godine pod imenom "1. istarska narodnooslobodilačka brigada 'Vladimir Gortan'".
1997., povodom 50. godišnjice priključenja Primorja matici Sloveniji, slovenski predsjednik Milan Kučan dodijelio je organizaciji TIGR odlikovanje Zlatni časni znak slobode republike Slovenije (Zlati častni znak svobode Republike Slovenije).
U Sloveniji i Trstu (Italija) tradicije TIGR-a danas njeguje "Društvo za negovanje rodoljubnih tradicij organizacije TIGR Primorske".

## Vanjske poveznice
- "Pojmovanje TIGR-a pred i po osamosvojitvi Slovenije", Tomaž Vuk, Univerza v Ljubljani 2009

- Obljetnica smrti Vladmira Gortana : Istarski prvomučenik strijeljan s 25 hitaca u leđa  Arhivirana inačica izvorne stranice od 17. listopada 2013. (Wayback Machine), 17. listopada 2010.

- "Slovenska identiteta ni nastajala iz salonskih diskusij",  Robi Šabec za "Dnevnik" 5.5.2007.

- "TIGR predstavlja 17.000 dokumentov o 1. Tržaškem procesu in procesu Vladimiru Gortanu"  Arhivirana inačica izvorne stranice od 2. svibnja 2013. (Wayback Machine) slomedia.it 22.10.2012.

- Mrežne stranice Društva za negovanje rodoljubnih tradicij organizacije TIGR Primorske, pristupljeno 23. travnja 2015.